# سليمان أتاغا
سليمان أتاغا (بالإنجليزية: Solomon Ataga) (مواليد 8 أبريل 1948) هو ملاكم نيجيري، مثّل بلاده في الألعاب الأولمبية الصيفية 1980.

## روابط خارجية
سليمان أتاغا على موقع اللجنة الأولمبية الدولية (الإنجليزية)
- سليمان أتاغا على موقع أوليمبيديا (الإنجليزية)
- سليمان أتاغا على موقع اتحاد ألعاب الكومنولث (مؤرشف) (الإنجليزية)